# Душко Тошић
Душко Тошић (Зрењанин, 19. јануар 1985) бивши је српски фудбалер. Играо је као oдбрамбени играч, на позицијама штопера и левог бека. Наступао је за репрезентацију Србије.

## Клупска каријера
Потиче из банатског села Орловата, од оца Милана железничког чувара. Основну школу је завршио у Орловату, а средњу у Зрењанину. Након што је прошао све млађе категорије Пролетера из Зрењанина, 2002. године прелази у ОФК Београд. У ОФК Београду остаје до јануара 2006. када прелази у француски Сошо.
У августу 2007. постаје члан Вердера из Бремена, и у првој сезони је повремено наступао за први тим Вердера. У августу 2008. Тошић је одлучио да игра за репрезентацију Србије на Олимпијским играма 2008. и поред противљења тренера Томаса Шафа, од тада је веома ретко добијао шансу да заигра у клубу.
У јануару 2010. клуб из Бремена је желео да пошаље српског интернационалца у „Цвајту“ (Другу лигу Немачке), али је он у контроверзној завршници прелазног рока пронашао боље решење. Није се појавио када су Вердер и Дуизбург желели да заврше посао, раскинуо је уговор са Вердером и договорио се са енглеским премијерлигашем Портсмутом.  Одрекао се 1,2 милиона евра како би као слободан играч могао да потпише уговор са Портсмутом, али ни ту није имао среће јер није могао да се региструје пошто је клуб отишао у стечај због лоше финансијске ситуације. Решење је била позајмица у Квинс парк ренџерс, клуб из Чемпионшипа.
Дана 7. јула 2010. прелази у Црвену звезду, са којом потписује уговор на три године. У првој сезони 2010/11. је одиграо 25 лигашких утакмица и постигао један гол. Од 31. августа 2011. одлази на позајмицу у шпански Бетис, али пошто није имао већу минутажу вратио се у Црвену звезду већ у децембру исте године. У Звезди је одиграо још једну полусезону, када је освојио и Куп Србије, пре него што је у јуну 2012. потписао за турски Генчлербирлиги.
Након три сезоне стандардног наступања за Генчлербирлиги, Тошић је почетком јула 2015. потписао уговор са Бешикташем. У Бешикташу је провео три сезоне - освојио је две титуле првака Турске, играо осмину финала Лиге шампиона и био је проглашен за најбољег дефанзивца у тамошњем шампионату.
У мају 2018. је потписао уговор са кинеским Гуангџоу РФ, чији тренер је био Драган Стојковић Пикси. Потписао је двоипогодишњи уговор, а према писању медија добио је плату од 5,8 милиона евра по сезони. Тако је постао други најплаћенији српски фудбалер, иза везисте Манчестер јунајтеда Немање Матића, који годишње зарађује око осам милиона евра. Тошић је током једне и по сезоне у екипи Гуангџоуа одиграо 37 првенствених утакмица уз шест постигнутих голова. Почетком децембра 2020. је напустио кинески клуб.
Крајем јануара 2021. године је потписао уговор са турским клубом Касимпаша.

## Репрезентација
Са репрезентацијом Србије до 21. године освојио друго место на Европском првенству 2007. у Холандији.
За сениорску репрезентацију Србије је дебитовао 15. новембра 2006. у пријатељској утакмици против Норвешке. У дресу репрезентације је одиграо укупно 26 мечева и постигао један гол. Био је учесник Светског првенства 2018. године у Русији.

## Приватни живот
Одрастао је у селу Орловат. У јуну 2008. оженио се певачицом Јеленом Карлеушом са којом има две ћерке — Атину, рођену 2008, и Нику, рођену 2009, које су рођене на исти датум, 7. септембра, царским резом.  Дана 15. септембра 2024. Јелена је објавила да је потписала споразумни развод брака.

## Успеси

### Клупски
Сошо
- Куп Француске : 2006/07.

Вердер Бремен
- Куп Немачке : 2008/09.
- Куп УЕФА – финалиста: 2008/09.

Црвена звезда
- Куп Србије : 2011/12

Бешикташ
- Суперлига Турске : 2015/16, 2016/17.

### Репрезентативни
Србија
- Европско првенство до 21 године: друго место 2007.

### Појединачни
- Европско првенство до 21 године – идеални тим првенства: 2007.
- Тим сезоне Суперлиге Србије : 2010/11, 2011/12.